# Pärltodityrann
Pärltodityrann (Hemitriccus margaritaceiventer) är en fågel i familjen tyranner inom ordningen tättingar.

## Utseende och läte
Pärltodityrannen är en mycket liten flugsnapparliknande fågel med relativt lång näbb och gult öga. Ovansidan är olivbrun med vitaktiga vingband. Undersidan är vitaktig med otydlig streckning. Bestånden varierar i färg på buken (grå eller gul) och på ryggen (mörkgrå eller brun). Sången består av en fallande och vass serie drillar, "tick-tick-tr’r’r’r’r’r’r’r".

## Utbredning och systematik
Pärltodityrann delas in i nio underarter med följande utbredning:
- Hemitriccus margaritaceiventer impiger – torra tropiska nordöstra Colombia och norra Venezuela samt Isla Margarita
- Hemitriccus margaritaceiventer septentrionalis – södra Colombia (torra tropiska övre Magdalena Valley)
- Hemitriccus margaritaceiventer chiribiquetensis – södra Colombia (Sierra de Chiribiquete)
- Hemitriccus margaritaceiventer duidae – tepuier i södra Venezuela (Duida)
- Hemitriccus margaritaceiventer auyantepui – subtropiska tepuier i sydöstra Venezuela (Bolivar)
- Hemitriccus margaritaceiventer breweri – subtropiska sydöstra Venezuela (Jauamassivet)
- Hemitriccus margaritaceiventer rufipes – tropiska Peru öster om Anderna (Cusco) till nordvästra Bolivia
- Hemitriccus margaritaceiventer margaritaceiventer – östra Bolivia till norra Argentina, östra Paraguay och västra Brasilien
- Hemitriccus margaritaceiventer wuchereri – östra Brasilien (Maranhão till Ceará, Pernambuco och Bahia)

### Familjetillhörighet
Arten placeras traditionellt i familjen tyranner. DNA-studier visar dock att Tyrannidae består av fem klader som skildes åt redan under oligocen, pekar på att de skildes åt redan under oligocen, varför vissa auktoriteter behandlar dem som egna familjer. Pärltodityrann med släktingar placeras då i Pipromorphidae.

## Levnadssätt
Pärltodityrannen hittas i skogslandskap, buskiga miljöer och betesmarker med inslag av buskage. Där ses den mestadels i par födosöka i vegetationens lägre och mellersta skikt.

## Status
Arten har ett stort utbredningsområde och beståndet anses stabilt. Internationella naturvårdsunionen IUCN listar den därför som livskraftig (LC).

## Bilder

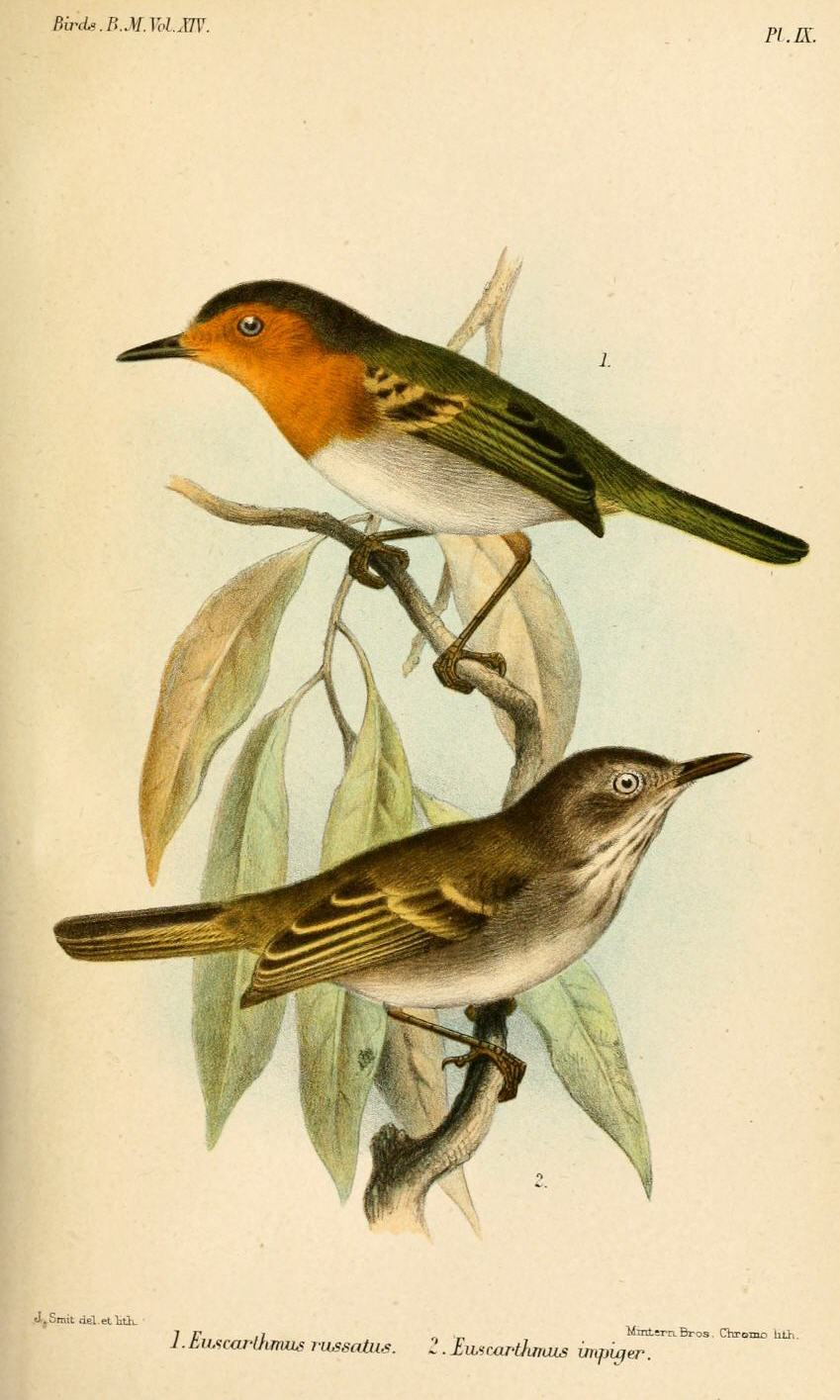
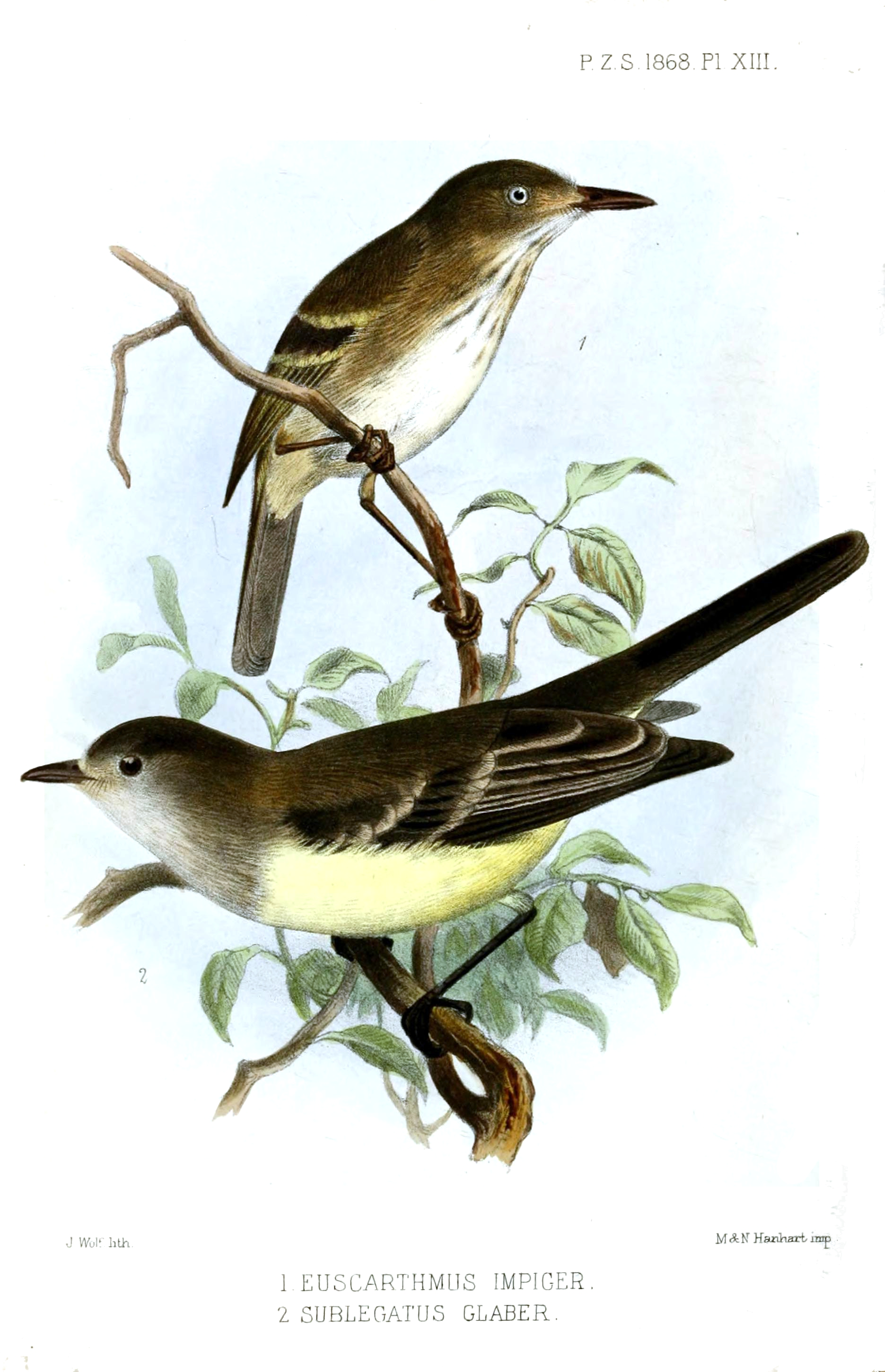